# Миколаївка (Звенигородський район)
Микола́ївка — село в Україні, у Звенигородському районі Черкаської області, підпорядковане Стеблівській селищній громаді. У селі мешкає 269 людей. Поблизу протікає річка Рось.

## Відомі люди
В поселенні народились:
- Хаврусь Сергій Левкович — український діяч культури, краєзнавець.
- Штейгер Анатолій Сергійович (1907—1944) — російський поет.